# Pilareta
Pilareta (izvirno srbsko Пиларета) je naselje v Srbiji, ki upravno spada pod Mesto Novi Pazar; slednja pa je del Raškega upravnega okraja.

## Demografija
V naselju, katerega izvirno (srbsko-cirilično) ime je Пиларета, živi 22 polnoletnih prebivalcev, pri čemer je njihova povprečna starost 48,8 let (45,1 pri moških in 53,0 pri ženskah). Naselje ima 10 gospodinjstev, pri čemer je povprečno število članov na gospodinjstvo 2,60.
To naselje je popolnoma srbsko (glede na rezultate popisa iz leta 2002), a v času zadnjih treh popisov je opazno zmanjšanje števila prebivalcev.
|  |

| Demografija | Demografija     | Demografija     |
| Leto        | Št. prebivalcev | Št. prebivalcev |
| ----------- | --------------- | --------------- |
|             |                 |                 |
|             |                 |                 |
|             |                 |                 |
|             |                 |                 |
| 1948        | 71              |                 |
| 1953        | 78              |                 |
| 1961        | 96              |                 |
| 1971        | 79              |                 |
| 1981        | 56              |                 |
| 1991        | 41              | 41              |
| 2002        | 26              | 26              |
|             |                 |                 |

| Etnična sestava po popisu iz leta 2002 | Etnična sestava po popisu iz leta 2002 | Etnična sestava po popisu iz leta 2002 | Etnična sestava po popisu iz leta 2002 | Etnična sestava po popisu iz leta 2002 |
| -------------------------------------- | -------------------------------------- | -------------------------------------- | -------------------------------------- | -------------------------------------- |
| Srbi                                   | Srbi                                   |                                        | 26                                     | 100,0%                                 |
| Neznano                                | Neznano                                |                                        | 0                                      | 0,0%                                   |